# Lilla Lachowicz
Lilla Zofia Lachowicz (ur. 15 maja 1929 w Kraśniku, zm. 16 września 2019 w Łodzi) – polska neurochemik, prof. zw. dr hab.

## Życiorys
Córka Bohdana i Stelli. Obroniła pracę doktorską, następnie uzyskała stopień doktora habilitowanego, a potem otrzymała nominację profesorską. Pracowała na stanowisku zastępcy kierownika w Instytucie Fizjologii i Biochemii, a także była kierownikiem w Zakładzie Biochemii na Wydziale Lekarskim, oraz na Wydziale Stomatologii Uniwersytetu Medycznego w Łodzi.
Zmarła 16 września 2019.

## Publikacje
- Non-genomic Effect of Estradiol on Plasma Membrane Calcium Pump Activity in vitro[2]
- Okadaic Acid as a Probe for Regulation in vitro of Mg-dependent Ca2+-ATPase Activity in Rat Cortical and Cerebellar Synaptosomal Membranes[2]
- Calmodulin effect on purified rat cortical plasma membrane Ca2+-ATPase in different phosphorylation state[2]